# Roncus peramae
Espèce
Roncus peramae est une espèce de pseudoscorpions de la famille des Neobisiidae.

## Distribution
Cette espèce est endémique de Grèce. Elle se rencontre à Ioannina dans la grotte Spilaio Peramatos.

## Étymologie
Son nom d'espèce lui a été donné en référence au lieu de sa découverte, Perama.

## Publication originale
- Helversen, 1969 : Roncus (Parablothrus) peramae n. sp., ein troglobionter Neobisiide aus einer grieschischen Tropfsteinhöhle (Arachnida: Pseudoscorpiones: Neobisiidae). Senckenbergiana Biologica, vol. 50, p. 225-233.